# Cryphia maritima
Cryphia maritima là một loài bướm đêm trong họ Noctuidae.